# 68 TCN
Năm 68 TCN là một năm trong lịch Julius. 